# Foliorenten
Foliorenten betegner den rentesats de danske bankers indlån og udlån forrentes med hos Nationalbanken.
Landets banker og pengeinstitutter har en konto i Nationalbanken (en "foliokonto"), hvor de kan indsætte beløb og/eller hæve fra – præcis i stil med en almindelig lønkonto. Dog må kontoen ved dagens afslutning ikke være i minus. Aktiviteterne benævnes "anfordringer". Saldoen bliver forrentet med den aktuelle foliorente, som tilskrives på dag-til-dag basis.
Siden april måned 1992 og frem til finanskrisen 2007-2010 havde foliorenten den samme rentesats som diskontoen.
Pr. 17. april 2025 er foliorenten 1,85%